# Bilal Hassani
Bilal Hassani (9 de septiembre de 1999) es un cantante y youtuber francés. Representó a su país en el Festival de la Canción de Eurovisión 2019 con la canción "Roi".

## Primeros años
Bilal Hassani nació el 9 de septiembre de 1999 en París. Su familia es de Marruecos,  y actualmente su padre vive en Singapur. Tiene un hermano mayor, Taha, nacido en 1995. Acabó su bachillerato de literatura en 2017.

## Carrera

### Comienzos
Debutó en el mundo de la canción a los cinco años delante de su familia en un concurso de canto. En 2015, fue animado por su amigo Nemo Schiffman, finalista de la primera temporada, a que participara en la temporada 2 de The Voice Kids Francia y se presentó a las audiciones interpretando Rise Like a Phoenix de Conchita Wurst, una cantante a la que él admira. Se unió al equipo de Patrick Fiori. Fue eliminado en la prueba de duelos, ante Lenni-Kim.
La revista Têtu designó a Hassani en 2018 como parte de las "30 personas LGTB que mueven Francia". La revista lo describe como un icono para la juventud LGTB+ francesa.

### Destination Eurovision
El 6 de diciembre de 2018, es anunciado como uno de los 18 candidatos que participarán en Destination Eurovision, un concurso de canto, producido por el canal France 2, centrado en elegir al representante de Francia en el Festival de la Canción de Eurovisión 2019, que se llevará a cabo en Tel Aviv en Israel del 14 al 18 de mayo de 2019.
El 20 de diciembre de 2018, es lanzado un extracto de su canción, Roi, escrita por el dúo Madame Monsieur. El 4 de enero de 2019, Roi se hizo disponible en todas las plataformas de música.
Partió como un gran favorito. En la semifinal celebrada el 12 de enero de 2019, obtuvo 58 puntos del jurado y 57 del público y pasó a la final celebrada el 26 de enero. Ganó la final con un total de 200 puntos, 150 provenientes del público francés.

## Vida personal
El 23 de junio de 2017, Bilal Hassani anunció su homosexualidad en las redes sociales. En diciembre de 2018, fue blanco de ciberacoso y de amenazas de muerte. Es objeto de ataques homófobos frecuentes.

"He visto crecer a una comunidad de personas que a veces se sienten marginadas: personas LGBTQ +, niñas de minorías raciales o jóvenes árabes, algunos de los cuales me miran en secreto en Argelia, en Túnez, en Egipto ... trato de ser un petit soleil para todos, incluso cuando estoy hablando de tiempos difíciles en mi vida".
Bilal Hassani (@iambilalhassani) 
21 septiembre de 2018

## Discografía

### Álbumes de estudio
- Kingdom (2019)
- Contre soirée (2020)
- Théorème (2022)
- Héritage (best of) (2023)

### Sencillos
- "Wanna Be" (2016)
- "Follow Me" (2017)
- "House Down" (2017)
- "Shadows" (2018)
- "Heaven with You" (con Anton Wick) (2018)
- "Roi" (2019)
- "Jaloux" (2019)
- "Fais beleck" (2019)
- "Je danse encore" (2019)
- "Monarchie absolue" (con Alkpote) (2019)
- "Fais le vide" (2020)
- "Dead bae" (2020)
- "Tom" (2020)
- "Lights off" (2021)
- "Baby" (2021)
- "Il ou elle" (2022)
- "Transfert Trottinette" (2022)
- "Tout est ok" (2022)
- "Marathon" (2023)

#### Colaboraciones
- "Un noël rêvé" (Téléthon 2017) (2017)
- "De l'amour" (Urgence Homophobie) (2018)

## Giras musicales
- 2019 - 2020 : Kingdom Tour
- 2022 - 2023 : Théorème Tour